# Böle, Luleå kommun
Böle är en småort i Råneå socken i Luleå kommun, Norrbottens län belägen vid Råneälvens norra strand 4 kilometer uppströms från Råneå.

## Befolkningsutveckling
| Befolkningsutvecklingen i Böle 1960–2015                         | Befolkningsutvecklingen i Böle 1960–2015 | Befolkningsutvecklingen i Böle 1960–2015 | Befolkningsutvecklingen i Böle 1960–2015 | Befolkningsutvecklingen i Böle 1960–2015 |
| ---------------------------------------------------------------- | ---------------------------------------- | ---------------------------------------- | ---------------------------------------- | ---------------------------------------- |
|                                                                  |                                          |                                          |                                          |                                          |
| År                                                               |                                          |                                          | Folkmängd                                | Areal (ha)                               |
| 1960                                                             | 1960                                     |                                          | 156                                      | ¤                                        |
| 1990                                                             | 1990                                     |                                          | 86                                       | 32#                                      |
| 1995                                                             | 1995                                     |                                          | 79                                       | 34#                                      |
| 2000                                                             | 2000                                     |                                          | 85                                       | 34#                                      |
| 2005                                                             | 2005                                     |                                          | 94                                       | 39#                                      |
| 2010                                                             | 2010                                     |                                          | 89                                       | 39#                                      |
| 2015                                                             | 2015                                     |                                          | 92                                       | 46#                                      |
| Anm.: ¤ Som tätortsbebyggelse med 150-199 invånare # Som småort. |                                          |                                          |                                          |                                          |